# Phrudocentra lucens
Phrudocentra lucens là một loài bướm đêm trong họ Geometridae.